# Kỹ thuật số
Dữ liệu số (Digital data), trong lý thuyết thông tin và hệ thống thông tin, là thông tin được biểu diễn dưới dạng chuỗi các ký hiệu rời rạc, mỗi ký hiệu có thể nhận một trong số hữu hạn các giá trị từ một bảng chữ cái, chẳng hạn như chữ cái hoặc chữ số. Ví dụ là một tài liệu văn bản, bao gồm chuỗi các ký tự chữ và số. Hình thức phổ biến nhất của dữ liệu số trong hệ thống thông tin hiện đại là dữ liệu nhị phân (binary data), được biểu diễn bởi chuỗi các chữ số nhị phân (bit) mỗi chữ số có thể có một trong hai giá trị, 0 hoặc 1.
Dữ liệu số có thể được đối chiếu với dữ liệu tương tự (analog data), được biểu diễn bằng một giá trị từ một dải liên tục của các số thực. Dữ liệu tương tự được truyền tải bằng tín hiệu tương tự, không chỉ có các giá trị liên tục mà còn có thể thay đổi liên tục theo thời gian, là một hàm số thực liên tục của thời gian. Ví dụ là biến thiên áp suất không khí trong một sóng âm.
Từ số (digital) bắt nguồn từ cùng nguồn với các từ chữ số (digit) và digitus (từ tiếng Latin cho ngón tay), vì ngón tay thường được sử dụng để đếm. Nhà toán học George Stibitz của Viện nghiên cứu Bell Telephone Laboratories đã sử dụng từ "số" trong việc chỉ các xung điện nhanh được phát ra bởi một thiết bị được thiết kế để ngắm và bắn pháo phòng không vào năm 1942. Thuật ngữ này thường được sử dụng trong lĩnh vực máy tính và điện tử, đặc biệt là khi thông tin thế giới thực được chuyển đổi thành dạng số nhị phân như trong âm thanh số và nhiếp ảnh số.